# Tony Harrison
Tony Harrison (Leeds, 30 aprile 1937) è un poeta inglese, uno dei maggiori poeti viventi del suo paese.

## Biografia
Nato nella città di Leeds, ha studiato alla Leeds Grammar School e alla University of Leeds; dove ha letto i classici e si è laureato in Linguistica. Per diversi anni ha vissuto a Gosforth, vicino a Newcastle upon Tyne. Nel 2004 è diventato il terzo vincitore del Northern Rock Foundation Writer's Award.
Molto del materiale che costituisce la sua poesia è attinto dai ricordi della sua infanzia in una famiglia proletaria. Nel suo linguaggio poetico, e nelle traduzioni da lingue straniere e classiche, mette in mostra una grandissima capacità nella costruzione metrica e nella scrittura in rima, che si uniscono all'abilità nell'adattare il linguaggio colloquiale o parlato. Tra le sue raccolte di versi più famose, abbiamo The Loiners (1970) e From the School of Eloquence.
Nel 1998, ha scritto e diretto il film Prometheus, basandosi sul proprio poema omonimo, che collega il mito di Prometeo - incatenato ad una roccia come punizione per avere rubato il fuoco, con l'avvoltoio Ethon che gli mangia il fegato ogni giorno - con l'incatenamento dei lavoratori delle industrie "prometeiche" - la chiusura delle miniere di carbone dello Yorkshire; con gli effetti odierni dell'industria pesante a Copșa Mică in Romania; con i forni di Auschwitz, il Dresden e con Bomber Harris. Durante le riprese del film, una statua dorata di Prometeo alta trenta piedi è stata guidata via camion dal nord industriale dell'Inghilterra fino in Grecia, attraverso la Germania e tutta una serie di Paesi dell'Europa dell'est.
Thom Yorke, cantante e autore dei testi dei Radiohead, considera Harrison uno dei propri eroi, e ha parlato di v. definendolo 'diretto e meraviglioso'.

## Premi letterari
- 1972 Geoffrey Faber Memorial Prize (per The Loiners 1970)[1]
- 1983 European Poetry Translation Prize (per The Oresteia, da Eschilo - 1981)
- 1982 Whitbread Poetry Award (per The Gaze of the Gorgon 1992)
- 2004 Northern Rock Foundation Writer's Award
- 2015 Premio David Cohen

Tratto dall'analisi del professor Rick Rylance, che si sofferma su "Book ends" e "V" come sui temi della divisione politica e di quella personale: "Tony Harrison è conosciuto come il poeta dell'esperienza del dopoguerra. Figlio di un fornaio, cresciuto nella proletaria Leeds, i suoi lavori drammatizzano aspetti della crescita in quell'ambiente e la tensione tra questo e la diversissima cultura nella quale egli si è introdotto grazie al suo successo scolastico come allievo di punta, prima alla Leeds Grammar School e poi all'università. Nonostante sia spesso altamente personale, la sua poesia esplora temi rappresentativi dell'esperienza di crescente mobilità sociale della sua generazione attraverso l'educazione, una caratteristica della vita del dopoguerra. Tipicamente, ciò prende la forma della meditazione e dell'esclusione, come quella patita dalla famiglia di Harrison a causa delle sue origini, le quali non ne permettevano molta mobilità culturale.  
Il suo poema più conosciuto è "V." (1985), scritto durante lo sciopero dei minatori nel Regno Unito, il quale descrive un viaggio per vedere la tomba dei propri genitori nel cimitero di Leeds "ora insozzato da lattine di birra e vandalizzato da graffiti osceni". Il titolo ha molte possibili interpretazioni: vittoria, verso, ecc.

## Opere tradotte
- Afrodite del Mar Nero e altre nuove poesie, a cura di Giovanni Greco, Novara, Interlinea edizioni, 2014.